# عزلة المحامدة (الحديدة)

تعديل مصدري - تعديل

عزلة المحامدة هي إحدى عزل مديرية المغلاف في محافظة الحديدة اليمنية ويبلغ تعداد سكانها 9042 نسمة حسب التعداد السكاني في اليمن لعام 2004.

## روابط خارجية
- الجهاز المركزي للإحصاء بالجمهورية اليمنية
- المركز الوطني للمعلومات باليمن
- World Gazetteer:Yemen
- الدليل الشامل